# ماد (آیووا)
ماد (به انگلیسی: Maud) یک منطقهٔ مسکونی در ایالات متحده آمریکا است که در آیووا واقع شده‌است. ماد ۲۸۷٫۱۳ متر بالاتر از سطح دریا واقع شده‌است.